# Lawrence Gatt
Lawrence Gatt (* 12. Mai 1941 in Rabat, Malta) ist ein maltesischer Schriftsteller und ehemaliger Politiker der Partit Nazzjonalista (PN), der zwischen 1971 und 1996 Mitglied des Repräsentantenhauses sowie von 1987 bis 1990 Minister für Produktionsentwicklung im ersten Kabinett Fenech Adami und zwischen 1990 und 1992 Minister für Landwirtschaft und Fischerei im zweiten Kabinett Fenech Adami war. Im dritten Kabinett Fenech Adami war er anschließend zwischen 1992 und 1996 Minister für Ernährung, Landwirtschaft und Fischerei.

## Leben
Gatt, Sohn von Joseph Gatt und Rożina Sammut,  begann nach dem Schulbesuch ein Architekturstudium an der Fakultät für Architektur & Bauingenieurwesen der Universität Malta und schloss dieses 1967 mit einem Bachelor of Architecture & Civil Engineering ab. Danach begann er seine berufliche Tätigkeit als Architekt. 1968 gehörte er zu den Mitgründern des in San Pawl il-Baħar ansässigen Fußballvereins Sirens F.C. und fungierte bis 1996 als deren Vorsitzender.
Er wurde bei den Wahlen am 12. und 14. Juni 1971 erstmals zum Mitglied des Repräsentantenhauses gewählt und gehörte diesem als Vertreter des 9. Wahldistrikts von der vierten bis zum Ende der siebten Wahlperiode am 23. September 1996 an. 1971 wurde er zudem Mitglied des Generalrates der PN. 1976 wurde er vom damaligen PN-Vorsitzenden Ġorġ Borg Olivier als Schattenminister für Landwirtschaft und Fischerei in dessen Schattenkabinett berufen und übte diese Funktion von 1977 bis 1987 auch im Schattenkabinett des neuen PN-Vorsitzenden Edward Fenech Adami aus.
Nach dem Sieg der Partit Nazzjonalista bei den Wahlen zum Repräsentantenhaus am 9. Mai 1987 wurde Bonnici von Premierminister Edward Fenech Adami am 12. Mai 1987 als Minister für Produktionsentwicklung in dessen erstes Kabinett. Danach übernahm er vom 3. Mai 1990 bis zum 27. Februar 1992 im zweiten Kabinett Fenech Adami den Posten als Minister für Landwirtschaft und Fischerei. Im dritten Kabinett Fenech Adami fungierte er schließlich vom 27. Februar 1992 bis zum 28. Oktober 1996 als Minister für Ernährung, Landwirtschaft und Fischerei. Er war zwischen 1994 und 1996 Mitglied des Wirtschaftsausschusses des Repräsentantenhauses. Als Landwirtschaftsminister nahm er an mehreren Regionaltreffen der Ernährungs- und Landwirtschaftsorganisation der Vereinten Nationen (FAO) teil und fungierte jeweils als Vizevorsitzender bei diesen Treffen. Daneben war er maßgeblich an der Gründung des Landwirtschaftsinstituts der Universität Malta sowie an der Förderung der Aquakultur beteiligt.
1997 verlieh ihm der Gemeinderat von Mosta die Auszeichnung Ġieħ il-Mosta. Aus seiner 1967 mit Agnes Sciberras geschlossenen Ehe gingen die Tochter Louiselle Gatt sowie die Söhne Etienne Gatt und Joseph Gatt hervor.

## Veröffentlichungen
Gatt, der auch Mitglied des Maltesischen Dichterverbandes (Għaqda Poeti Maltin) ist, ist seit seinem Ausscheiden aus dem politischen Leben auch als Schriftsteller tätig und verfasste nicht nur Kurzgeschichten und Gedichte, sondern auch Romane. Zu seinen bekanntesten Veröffentlichungen gehören:
- Stejjer mill-Għorfa, Kurzgeschichten, 1996
- Fejn Tħabbat il-qalb, Gedichte, 1998
- Marlene - meta l-qalb tħobb, Roman, 2001
- Il-Ġurament tal-Ħatra, Roman, 2013
- Id-Dnub ma jorqodx, Roman, 2015